# Tim Schaller (Eishockeyspieler)
Timothy Robert „Tim“ Schaller (* 16. November 1990 in Merrimack, New Hampshire) ist ein ehemaliger US-amerikanischer Eishockeyspieler, der im Verlauf seiner aktiven Karriere zwischen 2009 und 2023 unter anderem annähernd 300 Spiele für die Buffalo Sabres, Boston Bruins, Vancouver Canucks und Los Angeles Kings in der National Hockey League (NHL) auf der Position des Centers bestritten hat.

## Karriere
Schaller spielte zunächst zwischen 2007 und 2009 in der Eastern Junior Hockey League für die New England Junior Huskies, ehe er ans Providence College ging. Dort spielte er neben dem Studium vier Jahre lang für das Eishockeyprogramm des Colleges in der Hockey East, einer Division im Spielbetrieb der National Collegiate Athletic Association (NCAA). In seinen letzten beiden Spielzeiten füllte der Mittelstürmer das Amt des Mannschaftskapitäns aus. Zudem wurde er am Ende der Saison 2012/13 zum besten Defensivstürmer der Division gewählt.
Ungedraftet wechselte der US-Amerikaner nach Beendigung seines vierten Collegejahrs ins Profilager, als er im April 2013 einen Vertrag mit einer Laufzeit von zwei Jahren bei den Buffalo Sabres aus der National Hockey League (NHL) unterschrieb. Diese setzten ihn im Verlauf der Saison 2013/14 in ihrem Farmteam, den Rochester Americans, in der American Hockey League (AHL) ein. Dort verbrachte Schaller hauptsächlich auch die folgenden beiden Spielzeiten, nachdem sein Vertrag zwischenzeitlich um ein Jahr verlängert worden war. Im Verlauf der Saison 2014/15 feierte der Angreifer schließlich sein Debüt in der NHL für die Sabres. Nach Auslauf seines Vertrags im Sommer 2016 – in der Zwischenzeit hatte er 35 NHL-Spiele für Buffalo absolviert – sicherten sich die Boston Bruins im Juli die Dienste des Free Agents für die Spielzeit 2016/17. Nach zwei Jahren in Boston schloss er sich, abermals als Free Agent, im Juli 2018 den Vancouver Canucks an.
In Vancouver verbrachte Schaller knapp eineinhalb Jahre, ehe er im Februar 2020 samt Tyler Madden, einem Zweitrunden-Wahlrecht für den NHL Entry Draft 2020 sowie einem konditionalen Viertrunden-Wahlrecht für den NHL Entry Draft 2022 an die Los Angeles Kings abgegeben wurde. Im Gegenzug erhielten die Canucks Tyler Toffoli. In Los Angeles beendete der Angreifer die Spielzeit 2019/20, erhielt jedoch keinen weiterführenden Vertrag. Im Januar 2021 schloss sich der Mittelstürmer daraufhin den Wilkes-Barre/Scranton Penguins aus der AHL an, wo er die Saison 2020/21 beendete. Im Oktober desselben Jahres wechselte er als Free Agent zu deren Ligakonkurrenten Bakersfield Condors. Zur darauffolgenden Spielzeit wechselte Schaller zum Ligakonkurrenten Milwaukee Admirals. Im Sommer 2023 beendete der 32-Jährige seine aktive Karriere.

## Erfolge und Auszeichnungen
- 2013 Hockey East Best Defensive Forward

## Karrierestatistik
(Legende zur Spielerstatistik: Sp oder GP = absolvierte Spiele; T oder G = erzielte Tore; V oder A = erzielte Assists; Pkt oder Pts = erzielte Scorerpunkte; SM oder PIM = erhaltene Strafminuten; +/− = Plus/Minus-Bilanz; PP = erzielte Überzahltore; SH = erzielte Unterzahltore; GW = erzielte Siegtore; 1 Play-downs/Relegation; Kursiv: Statistik nicht vollständig)